# منبع کیو

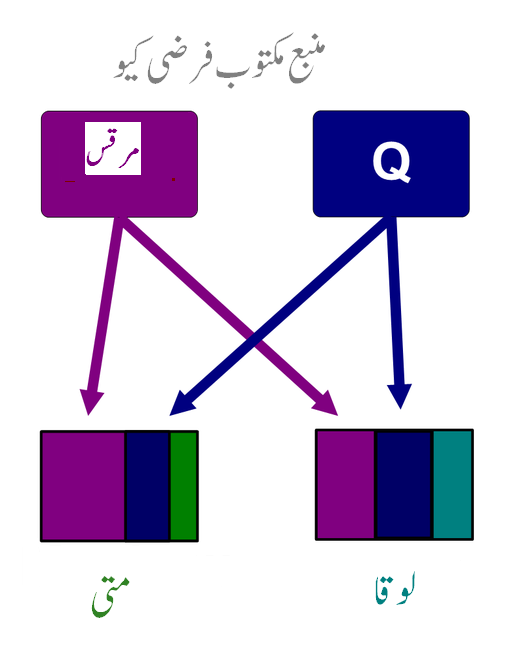
دیدگاه دو منبع: انجیل متی و انجیل لوقا مستقل از هم نوشته شده‌اند ولی هر دو از انجیل مرقس و نوشته دیگری که کیو نامیده شده به عنوان منبع استفاده کرده‌اند. منبع کیو با مرقس موارد مشترکی ندارد.

منبع کیو (سند کیو، یا کیو) یک منبع مکتوب فرضی است که برای انجیل متی و انجیل لوقا در نظر گرفته شده‌است. کیو (مخفف واژه آلمانی Quelle، یا منبع) به این جهت یک منبع فرضی برای این دو انجیل تصور شده که در هر دوی آنها اشتراکاتی یافت می‌شود که در انجیل مرقس به چشم نمی‌خورد و از این‌رو این فرضیه مطرح شده که احتمالاً سند مکتوبی وجود داشته که انجیل‌های متی و لوقا از آن به عنوان منبع استفاده کرده‌اند. همچنین تصور بر این است که آن متن باستانی حاوی نقل قول‌هایی از عیسی بوده‌است و نه نوشته‌ای شرح‌گونه همچون اناجیل فعلی.
فرضیه منبع کیو همزمان با دیدگاه تقدم مرقس مطرح شد؛ دیدگاه تقدم مرقس اظهار داشت که انجیل مرقس نخستین انجیل در میان انجیل‌های هم‌نوا بوده که نگاشته شده و پس از آن متی و لوقا از آن به عنوان یکی از منابع دوگانه خود استفاده کرده‌اند تا انجیل‌های متی و لوقا را به رشته تحریر درآورند. علت اینکه گفته شده متی و لوقا در نگارش انجیل‌های خود از دو منبع استفاده کرده‌اند این است که اولاً بخش قابل توجهی از محتوای هر دو انجیل در انجیل مرقس یافت می‌شود و دوم اینکه بخش دیگری از محتوای مشترک انجیل متی و انجیل لوقا در انجیل مرقس وجود ندارد و به همین جهت این دیدگاه مطرح شده که علاوه بر مرقس، منبع نوشتاری دیگری نیز موجود بوده که در نوشتن انجیل‌های متی و لوقا از آنها استفاده شده‌است.

## تاریخچه
پیش از قرن نوزدهم باور بسیاری از مسیحیان و پدران کلیسا از جمله پاپیاس، ایرانئوس، و اوریجن بر این بود که نخستین انجیل، انجیل متی بوده‌است. در نتیجه، بخش دوم از کتاب مقدس، یعنی عهد جدید، با انجیل متی آغاز می‌شود؛ ولی این دیدگاه در اواخر قرن هجدهم میلادی یعنی زمانی که گاتلوب کریستین استور، آلهی‌دان پروتستان آلمانی (۱۷۸۶) اظهار داشت که نخستین انجیل، انجیل مرقس است، به چالش کشیده شد.
این گفته استور در آن زمان که بسیاری از علمای مسیحی به دیدگاه آگوستینی و دیدگاه گریشباخ مبنی بر تقدم متی باور داشتند، چندان مورد پذیرش واقع نشد. در این میان دیدگاه دیگری نیز وجود داشت که می‌گفت گفته‌های عیسی به صورت تکه‌تکه و در قالب نوشته‌های کوچک ثبت و ضبط شده و بعدها حواریون از ترکیب آنها انجیل‌های هم‌نوا را نوشته‌اند.
کارل لاکمن زبانشناس آلمانی، با چنین رویکردی به مقایسه انجیل‌های هم‌نوا پرداخت و دریافت که انجیل‌های متی و مرقس اشتراکاتی دارند که در انجیل لوقا به چشم نمی‌خورد و در سوی دیگر مواردی نیز بین انجیل‌های لوقا و مرقس مشترک است که در متی به چشم نمی‌خورد. در واقع مطالب مرقس هم در متی و هم در لوقا موجود است.
با اینهمه هنوز موارد زیادی در لوقا و متی وجود داشت که در مرقس موجود نبود. همین موضوع باعث شد تا ایده منبع دوم مطرح شود مبنی بر اینکه احتمالاً به جز مرقس، منبع مکتوب دیگری نیز وجود داشته که باقی بخش‌های متی و لوقا بر اساس آن نوشته شده‌اند. این منبع ناشناخته، منبع کیو نامیده شد که کیو از حرف اول واژه آلمانی Quelle به معنی منبع گرفته شده‌بود.
در سال ۱۸۳۲ شخصی موسوم به فردریش شلایماخر یکی از اظهارات پیچیده پاپیاس را تفسیر کرد. پاپیاس نوشته بود: ″متی الهامات آن سرور را به گویش عبری گردآوری کرد. ″ در تفسیر سنتی، منظور پاپیاس نوشته متی به زبان عبری بوده ولی شلایماخر بر این باور بود که پاپیاس به مجموعه سخنان عیسی اشاره داشته که در دسترس حواریون بوده‌است.
در سال ۱۸۳۸ کریستین هرمان ویش فرضیه وجود منبعی نوشتاری از سخنان عیسی را با ایده تقدم مرقس ترکیب کرد و دیدگاه جدیدی موسوم به دیدگاه دو منبع را مطرح کرد. بر اساس این نظریه جدید، انجیل متی و انجیل لوقا از دو منبع بهره برده‌اند؛ یکی انجیل مرقس و دیگری منبعی نوشتاری از سخنان عیسی. هاینریش جولیوس هولتزمن از این دیدگاه پشتیبانی کرد.

## لینک‌های مرتبط
- عهد جدید
- کتاب مقدس
- مسیحیت
- انجیل متی
- انجیل مرقس
- انجیل لوقا